# NGC 262
NGC 262 este o galaxie lenticulară, posibil o galaxie spirală, situată în constelația Andromeda. A fost descoperită în 17 septembrie 1885 de către Lewis Swift. De asemenea, a fost observată încă o dată în 13 octombrie 1890 de către Guillaume Bigourdan.